# Rész/egész hiba
A rész/egész hibák közé az informális érvelési hibák két fajtáját soroljuk. A felosztás hiba elkövetése esetén úgy érvelnek, hogy abból következően, hogy egy dologra igaz valamilyen állítás, annak egyik részére is igaz az. A kompozíciós hiba ennek éppen ellenkezője. Ebben esetben abból, hogy egy dolog valamely részére igaz egy állítás, következtetnek arra, hogy a dolog egészére is igaz az.
Az ilyen típusú következtetések nagyon gyakran hibásak, de nem minden esetben. Például: A világ elemi részekből áll, így ez az asztal is.
Az ilyen esetekben azt kell górcső alá venni, hogy a szóban forgó tulajdonság szempontjából az adott rész-egész viszonyból milyen összefüggés következik, a részek és az egész valamilyen tulajdonsága között.

## Általános alak

### Felosztás hiba
Premissza1: A része B-nek.
Premissza2: B-re jellemző X.
Konklúzió: Ebből következően, A-ra is jellemző X.

### Kompozíciós hiba
P1: A része B-nek.
P2: A-ra jellemző X.
K: Ebből következően, B-re is igaz X.

## Példák

### Felosztási hiba
P1: Az univerzum 14 milliárd éve létezik.
P2: Az univerzum molekulákból áll.
K: Ebből következően, az univerzumban minden molekula 14 milliárd éves.

### Kompozíciós hiba
P1: Korrekt Károlyt korrupció vádjával letartóztatták.
P2: Korrekt Károly politikus.
K: Ebből következően, az összes politikus bűnöző.